# Richards (Missouri)
Richards és una població dels Estats Units a l'estat de Missouri. Segons el cens del 2000 tenia 95 habitants.

## Demografia
Segons el cens del 2000, Richards tenia 95 habitants, 37 habitatges, i 25 famílies. La densitat de població era de 135,9 habitants per km².
Dels 37 habitatges en un 37,8% hi vivien nens de menys de 18 anys, en un 54,1% hi vivien parelles casades, en un 2,7% dones solteres, i en un 32,4% no eren unitats familiars. En el 29,7% dels habitatges hi vivien persones soles el 18,9% de les quals corresponia a persones de 65 anys o més que vivien soles. El nombre mitjà de persones vivint en cada habitatge era de 2,57 i el nombre mitjà de persones que vivien en cada família era de 3,16.
Per edats la població es repartia de la següent manera: un 29,5% tenia menys de 18 anys, un 6,3% entre 18 i 24, un 24,2% entre 25 i 44, un 23,2% de 45 a 60 i un 16,8% 65 anys o més.
L'edat mediana era de 38 anys. Per cada 100 dones de 18 o més anys hi havia 109,4 homes.
La renda mediana per habitatge era de 35.938 $ i la renda mediana per família de 44.583 $. Els homes tenien una renda mediana de 26.875 $ mentre que les dones 25.833 $. La renda per capita de la població era de 16.489 $. Entorn del 9,7% de les famílies i el 12,4% de la població estaven per davall del llindar de pobresa.

## Poblacions més properes
El següent diagrama mostra les poblacions més properes.